# Mestor (fils de Priam)
Pour les articles homonymes, voir Mestor.
Mestor (en grec ancien Μήστωρ  / Mèstôr) est un personnage de la mythologie grecque, il est l’un des fils de Priam et sa mère n’est pas connue. Il est tué par Achille tout au début du siège de Troie lorsqu’en compagnie d’Énée il gardait le troupeau royal sur l’Ida.

## Sources
- Homère, Iliade [détail des éditions] [lire en ligne] (XXIV,257)
- Pseudo-Apollodore, Bibliothèque [détail des éditions] [lire en ligne] (III,12,5) ; Épitome [détail des éditions] [lire en ligne] (III,32)
- Hygin, Fables [détail des éditions] [(la) lire en ligne] (90)